# Édouard Dudilieux
Édouard Léon François Dudilieux né à Paris 19e le 13 octobre 1881 et mort à Paris 20e le 28 mai 1951, est un syndicaliste et un homme politique français. En 1926, il est élu au comité central et au bureau politique du Parti communiste français (PCF). En 1922, il avait été élu à la commission exécutive de la Confédération générale du travail unitaire (CGTU), puis, en 1923, était devenu membre du bureau et du secrétariat confédéral. Arrêté en 1929, avec d'autres membres du comité central, pour atteinte à la sûreté de l'État, il est libéré en 1930 et cesse toute activité militante. Sous l'occupation allemande, il est de nouveau arrêté en 1940 puis libéré en 1942.

## Biographie
Secrétaire général depuis 1909 du Syndicat de l'imprimerie-typographie parisienne, il assiste, en 1912, comme délégué, au 12e congrès de la CGT et à la 5e conférence des Bourses du Travail, au Havre.
En 1914, il souscrit soixante actions de 250 F de la société « Maison des syndicats » et entre à son conseil d'administration. Il représente son organisation à l'Union des syndicats de la Seine en 1919. L'année suivante, candidat des comités syndicalistes révolutionnaires (CSR), il est élu au secrétariat de l'Union des syndicats de la Seine.
Au congrès parisien de la CGTU en 1921, il prend la tête de la délégation envoyée au siège de la CGT pour exposer les thèses des minoritaires. 
En 1922, conformément aux statuts, il démissionne du secrétariat de l'Union des syndicats de la Seine, mais y est, cependant, reconduit. Au printemps, il avait été élu, au congrès de Saint-Étienne, membre de la commission exécutive de la CGTU. En novembre, il représente la CGTU au congrès de l'Internationale syndicale rouge (ISR), à Moscou. 
L'année suivante, lors de la tenue du congrès de Bourges de la CGTU du 12 au 17 novembre 1923, il présente le projet de résolution des événements d'Allemagne. Il est élu au bureau et au secrétariat de la confédération unitaire avec trois autres syndicalistes proches du PC-SFIC : Gaston Monmousseau, Jean-Louis Berrar et Julien Racamond.  
En 1924, selon la police, il sollicite un passeport pour Prague, « pour affaire ». L'année suivante, il se rend, à nouveau, à Moscou, afin d'assister à la conférence du comité exécutif élargi de l'Internationale communiste (IC). En juin, le bureau politique (BP) du PCF évoque son ralliement prochain à l'organisation communiste. En juillet, avec Monmoussau et Racamond, il annonce son adhésion au PCF. Deux ans plus tard, le congrès de Lille du PCF, tenu du 20 au 26 juin 1926, l'élit au comité central et au bureau politique (BP). Dutilleux fait partie d'une nouveau groupe de dirigeants dont les membres joueront un rôle central au PCF pendant de longues années, voire toute leur vie. Ces membres, à la différence de leurs prédécesseurs, sont ouvriers ou originaires de milieux ouvriers. 
En 1929, les conditions du congrès du PCF de Saint-Denis, tenu dans la clandestinité, ne permettent pas de savoir vraiment s'il est ou non reconduit au comité central. En avril, l'assemblée générale de la Banque ouvrière et paysanne l'élit commissaire aux comptes. En juillet, il est arrêté, avec d'autres membres du comité central, pour atteinte à la sûreté de l'État. Il sera mis en liberté provisoire en 1930.
En 1940, il est arrêté et interné au Centre de séjour surveillé d'Aincourt, en Seine-et-Oise. En octobre, dans une lettre adressée au président de la commission de vérification, il indique avoir cessé depuis dix ans toute activité militante. Le syndicat général du Livre, demeuré légal, intervient en sa faveur en 1940. Il est transféré, en 1942, au camp de Pithiviers, dans le Loiret, et, en novembre, libéré.

## Sources
- Dictionnaire biographique du mouvement ouvrier français, Les Éditions de l'Atelier, 1997.
- Dictionnaire biographique, mouvement ouvrier, mouvement social : notice biographique.
- Dictionnaire biographique, mouvement ouvrier, mouvement social (version DBK): notice biographique.